# Lampona fife
Lampona fife är en spindelart som beskrevs av Norman I. Platnick 2000. Lampona fife ingår i släktet Lampona och familjen Lamponidae. Inga underarter finns listade i Catalogue of Life.